# Théophile Lavallée
Pour les articles homonymes, voir Lavallée.
Théophile Sébastien  Lavallée (13 octobre 1804 à Paris- 27 août 1867) est un historien et géographe français du XIXe siècle.

## Biographie
Entré en 1826, comme répétiteur de mathématiques, à  Saint-Cyr, il y devint successivement répétiteur d'histoire et professeur de géographie et de statistique appliquées à l'art militaire. 
C’est Pierre-Jules Hetzel associé avec Paulin qui publie son Histoire des Français en 1838. Par la suite, il continue sa collaboration avec Hetzel notamment pour Le Diable à Paris en écrivant une Histoire et une Géographie de Paris en avant-propos de chaque tome mais aussi avec Jules Verne.
À partir de 1854, il commence à faire paraître les œuvres de Madame de Maintenon.
Il est marié à Madame Louise Françoise Hortense Ferlin.
Il a également refondu entièrement le Précis de la géographie universelle ou Description de toutes les parties du monde de Malte-Brun.
Ses obsèques ont eu lieu le 30 août 1867 au cimetière de Versailles

## Œuvres

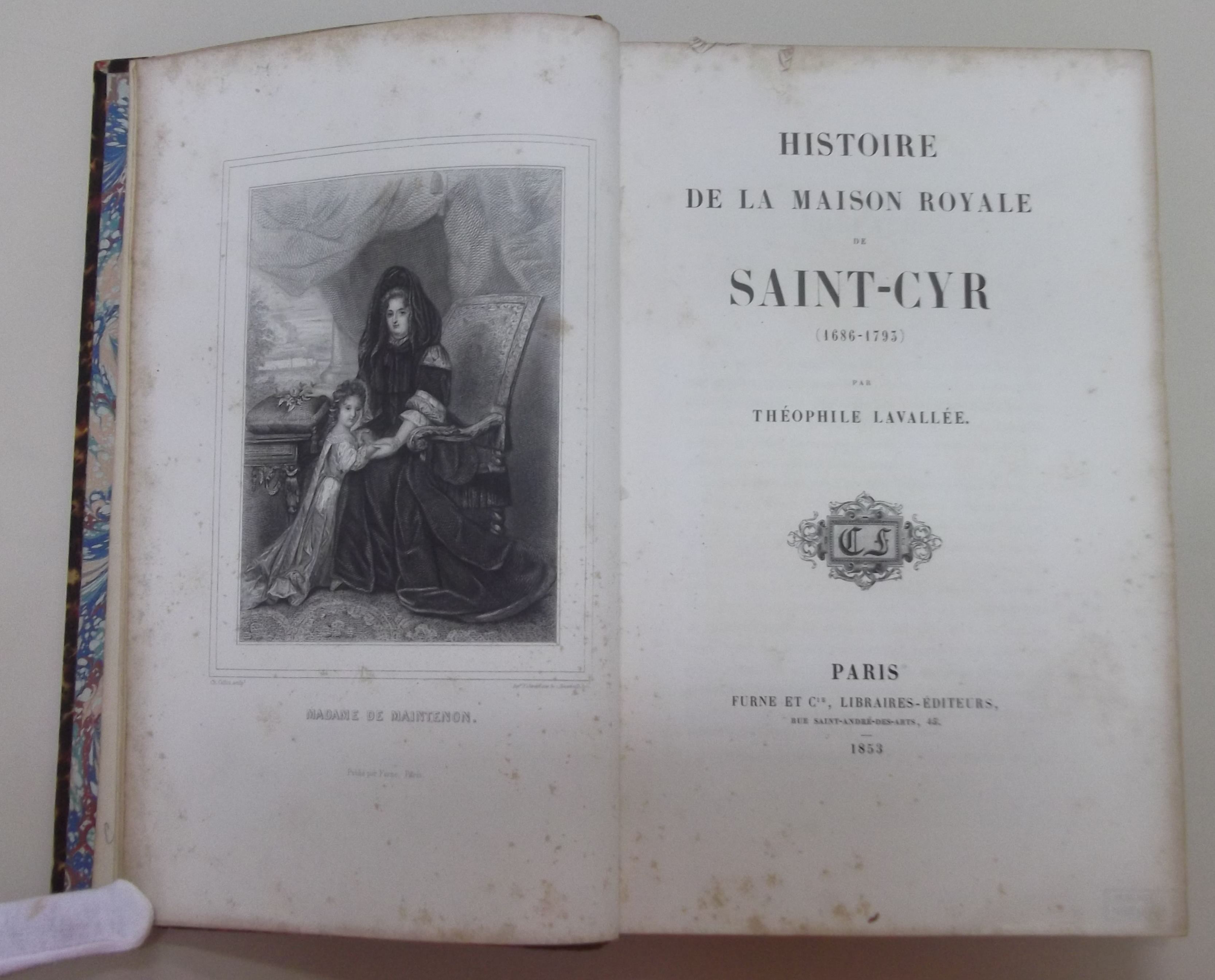
Lavallée, Théophile. Histoire de la Maison Royale de Saint-Cyr : 1686-1793. Paris : Furne, 1853.

- Jean sans Peur, scènes historiques, Paris, 1829-1830
- Géographie physique, historique et militaire, Paris, 1836
- Histoire de Paris depuis le temps des Gaulois jusqu’à nos jours, Édition en ligne de la partie II, Histoire des Quartiers de Paris, projet Gutenberg
- Histoire des Français depuis le temps des Gaulois jusqu'en 1830, Paris, 1838-1839
- Atlas de géographie militaire adopté par le Ministre de la guerre pour l'école impériale militaire de Saint-Cyr, accompagné de tableaux de statistique militaire, Paris, Furne et Cie, 1864 Édition en ligne de Google Books
- Lettres historiques et édifiantes adressées aux dames de Saint-Louis par Mme de Maintenon, publiées pour la première fois sur les manuscrits authentiques, avec des notes par M. Th. Lavallée - Charpentier, Libraire-Éditeur, 1856, en 2 volumes in-12.
- La famille d'Aubigné et l'enfance de Mme de Maintenon par Th. Lavallée, suivi des Mémoires inédits de Languet de Gergy, archevêque de Sens sur Mme de Maintenon et la cour de Louis XIV
- Conseils et instructions aux demoiselles, pour leur conduite dans le monde par Mme de Maintenon, avec une introduction et des notes, par Th. Lavallée - Charpentier, Libraire-Éditeur, 1857, en 2 volumes in-12.
- Lettres et entretiens sur l'éducation des filles par M. Th. Lavallée - Charpentier, Libraire-Éditeur, 1861, en 2 volumes in-12.
- Madame de Maintenon et la maison royale de Saint-Cyr (1686-1793).
- Les frontières de la France, Paris, Furne et Cie, 1864
- " Histoire de l'Empire ottoman depuis les temps anciens jusqu'à nos jours, Garnier Frères, Libraires-Éditeurs, Paris, 1855